# District de Neihu
Le district de Neihu (chinois traditionnel : 內湖區; ; pinyin : Nèihú Qū ; Wade : Nei-hu Chü) est l'un des douze districts de Taipei. Neihu signifie "lac intérieur", et son nom originel dérive du Taïwanais Tayour (traduit par les Hollandais en Cattajo), correspondant à un ornement pour chapeau de femme. 
De nombreuses routes montagneuses ainsi que des sentiers de randonnées connectent Neihu avec le district de Shilin voisin, ainsi qu'avec le parc national de Yangmingshan. Le Cimetière militaire de la montagne Wuchih se situe en bordure de Neihu. 
En 2018, c'est à Nehu que s'est installée l'Institut américain de Taïwan (American Institute in Taiwan, AIT), qui est de facto l'ambassade des États-Unis dans le pays.

## Histoire
Sous occupation japonaise, le village de Naiko (内湖庄) couvrait une surface correspondant au Neihu moderne et à Nangang. Le village faisait partie du district de Shichisei, Préfecture de Taihoku.

## Économie
Bien que la zone soit propice aux inondations, Neihu a connu une forte croissance économique avec les constructions du Parc technologique de Neihu et de nombreux supermarchés comme Costco, RT Mart, Carrefour ou encore B&Q. L'extension du métro de Taïpei à Neihu dans les années 1990 et au début des années 2000 a également été un vecteur d'accélération pour son potentiel résidentiel et commercial. TransAsia Airways, Delta Electronics et RT Mart ont leur quartiers-généraux dans le district. Neihu possède également le Garena e-Sport Stadium, qui accueille la League of Legends Masters Series, la première ligue vidéoludique professionnelle d'e-sport de Taïwan, Hong Kong et Macao.

## Topographie
La modification du lit de la rivière Keelung, qui définit les limites sud et est de Neihu, a provoqué des changements dans la frontière de Neihu à la fin du XXe siècle.

## Éducation

### Universités
- National Taiwan College of Performing Arts
- Takming University of Science and Technology
- Kang-Ning Junior College of Medical Care and Management

### Lycées
- Taipei Municipal Nei-Hu Vocational High School (1986)
- Taipei Municipal Nei-Hu Senior High School (1988)
- Taipei Municipal Lishan Senior High School (2000)
- St. Francis High School

## Attractions touristiques

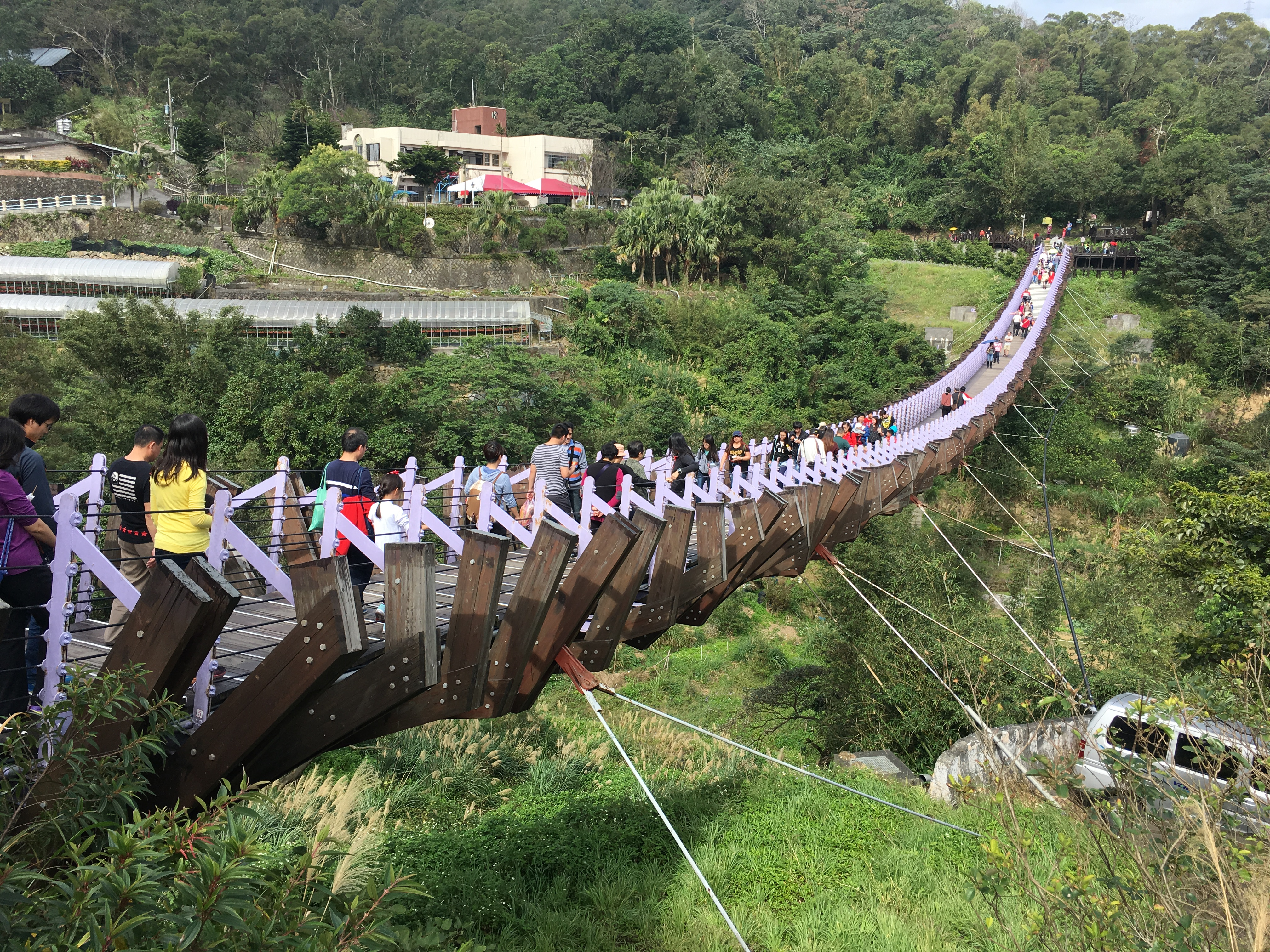
Le pont suspendu de Baishihu.

Les lieux touristiques de Neihu incluent le parc Dahu, célèbre pour ses ponts, le parc Bihu où des cerisiers en fleurs sont visibles au printemps, et le temple Bishan (碧山巖), un large complexe taoïste dédié à Chen Yuanguang se trouvant à flanc de montagne et offrant une vue panoramique sur Taipei.
Dans le voisinage du temple Bishan se trouve un grand nombre d'autres lieux de culte taoïstes et bouddhistes, ainsi que des vergers et des potagers. Un important réseau de sentiers montagneux serpente dans le nord de Neihu.

## Transports
Le district est desservi par la ligne Wenhu du métro de Taïpei. Les stations de Neihu sont Donghu Station, Huzhou Station, Dahu Park Station, Neihu Station, Wende Station, Gangqian Station et Xihu Station.